# FC Pau
Der Pau Football Club ist ein französischer Fußballverein aus Pau, der Hauptstadt des südwestfranzösischen Départements Pyrénées-Atlantiques.
Gegründet wurde er 1904 als Bleuets de Notre-Dame de Pau und spielte bis 1959 im katholischen Fußballverband (siehe Fußball in Frankreich#Anfangsjahre). Dann gliederte sich die Fußballabteilung aus dem Verein aus, schloss sich als FC Pau dem französischen Verband FFF an und nahm 1995 seinen heutigen Namen an.
Die Vereinsfarben sind Gelb und Blau; die Ligamannschaft spielt im Stade du Hameau, das eine Kapazität von 18.324 Plätzen aufweist.

## Ligazugehörigkeit
Seit der Saison 2020/21 tritt Pau in der zweitklassigen Ligue 2 an. Erstklassig spielte der Verein noch nie.

## Kader 2024/25
Stand: 2. März 2025
| Nr. |                | Position | Name             |
| --- | -------------- | -------- | ---------------- |
| 1   | Senegal        | TW       | Bingourou Kamara |
| 2   | Frankreich     | AB       | Thérence Koudou  |
| 4   | Elfenbeinküste | AB       | Xavier Kouassi   |
| 6   | Mauretanien    | MF       | Oumar Ngom       |
| 7   | Guadeloupe     | ST       | Taïryk Arconte   |
| 8   | Senegal        | MF       | Joseph Lopy      |
| 9   | Senegal        | ST       | Pathé Mboup      |
| 10  | Marokko        | ST       | Khalid Boutaïb   |
| 11  | Frankreich     | ST       | Mehdi Chahiri    |
| 12  | Angola         | AB       | Jordy Gaspar     |
| 14  | Frankreich     | MF       | Antonin Bobichon |
| 17  | Frankreich     | MF       | Antoine Mille    |

| Nr. |              | Position | Name                |
| --- | ------------ | -------- | ------------------- |
| 18  | Guinea-a     | ST       | Kandet Diawara      |
| 19  | Guinea-a     | AB       | Ousmane Kanté       |
| 21  | Frankreich   | MF       | Steeve Beusnard     |
| 23  | Gabun        | AB       | Johann Obiang       |
| 24  | Madagaskar   | AB       | Kenji-Van Boto      |
| 25  | Frankreich   | AB       | Jean Ruiz           |
| 26  | Frankreich   | AB       | Jean Lambert Evan's |
| 27  | Burkina Faso | ST       | Mamady Bangré       |
| 33  | Frankreich   | AB       | Joseph Kalulu       |
| 40  | Algerien     | TW       | Mehdi Jeannin       |
| 77  | Frankreich   | TW       | Tao Paradowski      |
| 97  | Frankreich   | AB       | Daylam Meddah       |

## Bekannte Spieler in Vergangenheit und Gegenwart
- Sébastien Chabbert (als Jugendlicher)
- Xavier Gravelaine
- Édouard Cissé
- André-Pierre Gignac
- Adrien Rabiot (als Jugendlicher)
- Tino Costa
- Dany Nounkeu